# 雷尼斯德兰格

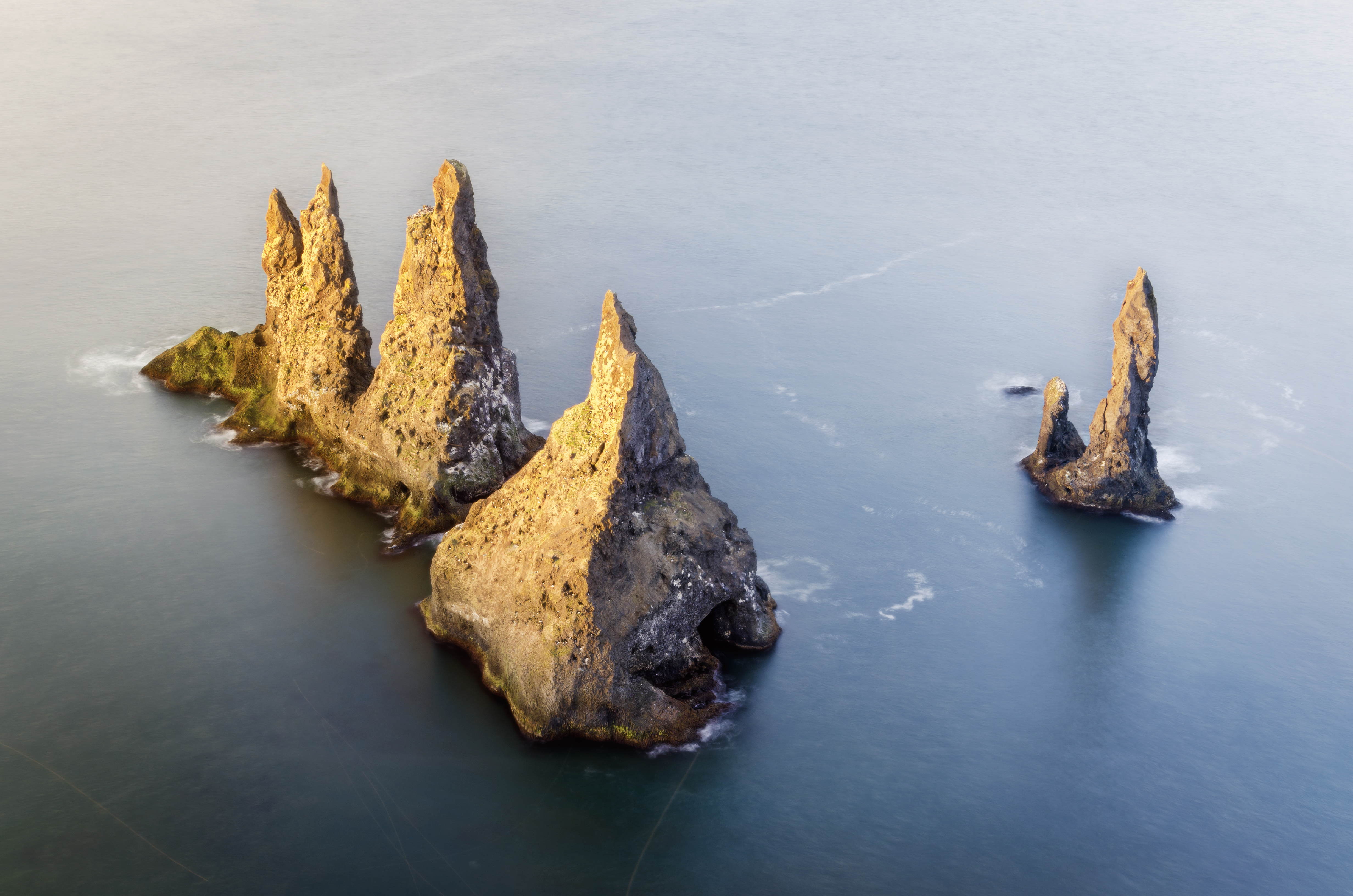
雷尼斯德兰格

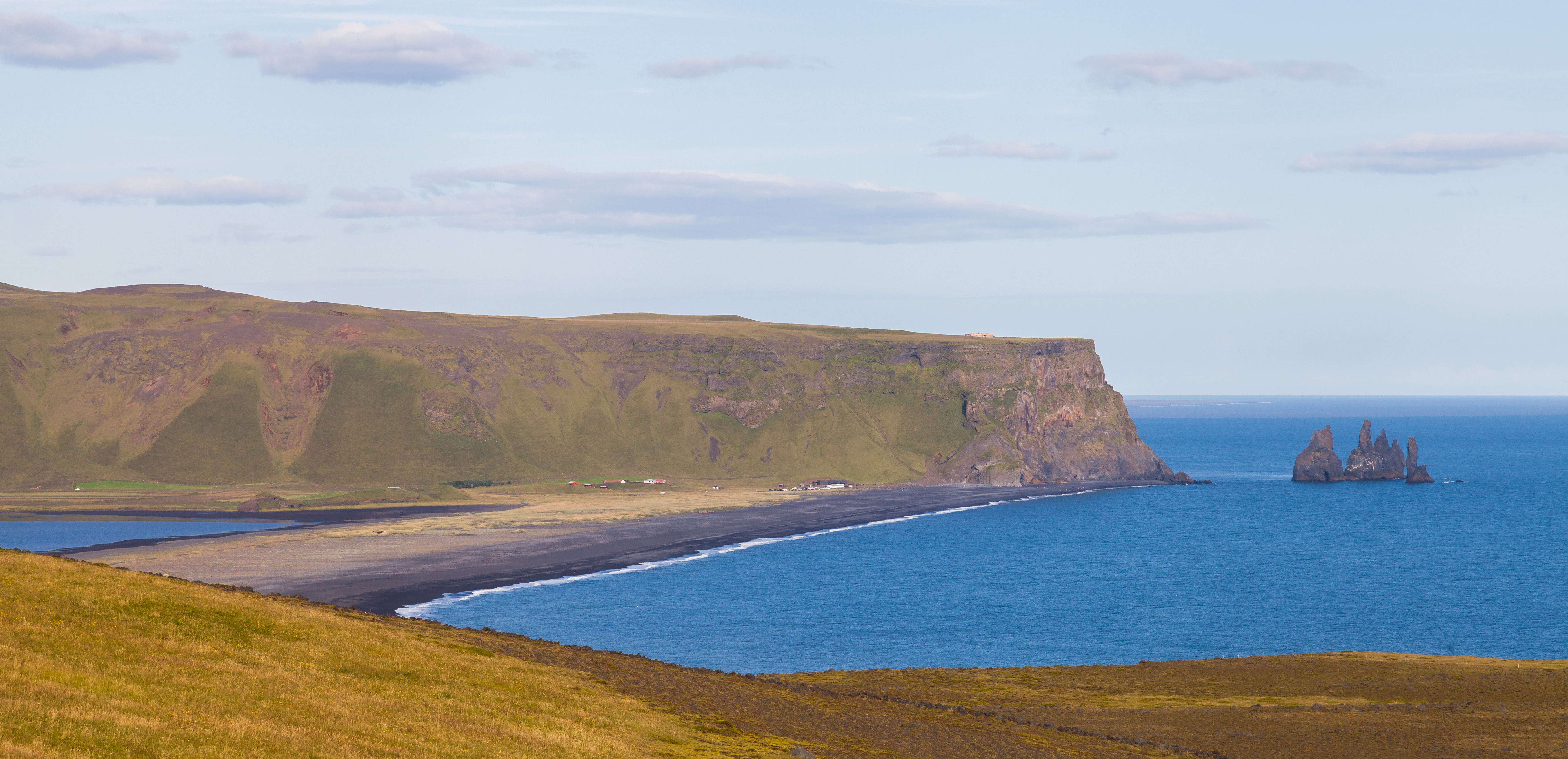
雷尼斯德兰格與海岸

雷尼斯德兰格（Reynisdrangar）是位于冰岛南部維克村附近的雷尼斯山（Reynisfjall）下的玄武岩海蚀柱。它的周围是一片黑沙海滩，1991年該海灘被评为世界十大最美非热带海滩之一。